# Kelawakaju pomo
Espèce
Kelawakaju pomo est une espèce d'araignées aranéomorphes de la famille des Salticidae.

## Distribution
Cette espèce est endémique du Guangxi en Chine,. Elle se rencontre dans le xian de Daxin.

## Description
La carapace du mâle holotype mesure 3,43 mm, la carapace du mâle paratype 3,09 mm et la carapace des femelles paratypes 3,30 et 3,47 mm.

## Systématique et taxinomie
Cette espèce a été décrite par Yu, Li et Zhang en 2025.

## Publication originale
- Yu, Li & Zhang, 2025 : « Review of Kelawakaju Maddison & Ruiz, 2022 from China, with description of two new species (Araneae: Salticidae: Salticinae). » Zootaxa, no 5636(3), p. 523-537.